# New Creation Church
De New Creation Church is een megakerk in Singapore. Op een gemiddelde zondag bezoeken 33.000 personen deze megakerk. De Engelse diensten worden verzorgd door de voorganger Joseph Prince. De grote diensten worden gehouden in de theaterzaal van het gigantische The Star, deze zaal kan ruim 5.000 personen onderbrengen.

## Geschiedenis
De kerk is opgericht in 1983 door een klein groepje, waaronder de huidige voorganger Prince. De eerste diensten werden bijgewoond door niet meer dan 25 kerkgangers. Sinds Joseph Prince in 1990 werd aangesteld als voorganger, groeide de opkomst geleidelijk tot 150 personen. In het jaar 1997 kwam er een wending in de boodschap van de kerk; de voorganger Prince is sindsdien radicaler genade gaan preken omdat hij er een grotere openbaring van had gekregen.
Vanaf dat moment groeide de kerk sneller en had het in januari 2004 al een zondagsopkomst van 10.000 kerkgangers.

## The Star
The Star is een enorm complex dat kan worden onderverdeeld in twee delen; The Star Vista (het winkel- en uitgaansgedeelte) en The Star Performing Arts Centre (het kunst- en cultuurgedeelte). In het tweede deel is de theaterzaal gehuisvest waar de megakerk haar diensten houdt. Het tweede gedeelte van The Star is ook in handen van de financiële tak van de kerk.

## Kerkdiensten op televisie
In 2007 zette New Creation Church haar eerste stappen met het internationaal uitzenden van haar diensten. Tegenwoordig zijn de diensten in elk continent te zien. Vanaf april 2015 zijn de diensten met Prince ook in Nederland te zien, namelijk op de commerciële televisiezender RTL 5. Vanaf februari 2017 wordt het programma uitgezonden op SBS6.